# Liste des seigneurs, comtes et ducs de Lorges
La terre de Lorges, située à Lorges (Loir-et-Cher) en Beauce, était, sous l'Ancien Régime, une seigneurie puis un comté et un duché, ayant appartenu à la famille de Montgomery puis à la maison de Durfort.

## Historique
Lyonne de Lodes, dame héritière de Lorges, fille de Guillaume de Lodes († 1464), seigneur de Vez, et de Huguette de Jaye, apporta, lors de son mariage le 25 août 1481 à Blois, la seigneurie de Lorges-en-Beauce à son époux, Robert de Montgomery. Au puiné, Jacques Ier, il était réservé de continuer la lignée des nouveaux seigneurs de Lorges.
Jacques Ier de Montgomery fit ériger Lorges en châtellenie en février 1551.
La baronnie de Quintin, en Bretagne, fut érigée en duché simple par lettres d'érection de 1691, enregistrées les 31 mars et 12 octobre de la même année. La « transmutation » du titre de duc de Quintin en celui de duc de Lorges, en Orléanais, eut lieu par lettres de 1706.
Par lettres patentes du 25 mars 1773, Adélaïde Philippine de Durfort de Lorges, en qualité d'héritière de sa branche, eut la permission de transmettre le duché de Lorges à son mari, Jean-Laurent de Durfort-Civrac (1746-1826).
La succession de Guy Louis de Durfort de Lorges donna lieu à un procès auquel mit fin un arrêt du roi du 29 septembre 1778. Quintin, qui cesse d'être duché pour redevenir baronnie reste aux Choiseul-Praslin, tandis que la terre de Lorges, située en Orléanais et érigée en duché de Lorges, est confiée à la descendance de Adélaïde Philippine et Jean-Laurent.
Jean-Laurent de Durfort-Civrac est appelé à la chambre des pairs le 4 juin 1814 (pair « à vie »). Il est fait duc et pair héréditaire le 31 août 1817.
Le titre ducal de Lorges est toujours porté en 2018.

## Seigneurs de Lorges
1. Lionne de Lodes, dame héritière de Lorges, fille de Guillaume de Lodes († 1464), seigneur de Vez (près de Crépy-en-Valois), et de Huguette de Jaye, mariée, le 25 août 1481 à Blois[4], avec Robert de Montgomery († 1486), seigneur de Cormainville (Dunois (Orléanais))[9] ;
2. Jacques Ier de Montgomery (vers 1485-1560), fils des précédents, seigneur de Lorges et de Bourgbarré[n 1], capitaine des gardes du corps du Roi, colonel de l'infanterie française de François Ier ;
3. Gabriel Ier de Montgomery (vers 1530-1574), fils du précédent et de Claude de La Bouexière, dame de Ducey, seigneur de Montgommery, seigneur de Lorges, seigneur de Ducey, capitaine des gardes du corps du Roi ;
4. Jacques II de Montgomery (vers 1554-1609), fils du précédent et d'Isabeau de La Tousche (née vers 1529), seigneur de Lorges, capitaine des gardes du corps du Roi. Il dut vendre la seigneurie de Bourgbarré, comme son père Gabriel avait déjà vendu la terre de La Vairie en 1570, à Antoine de la Bouëxière.
5. Marguerite de Montgomery (1585-1606), fille du précédent et de Perronelle de Champagne-La Suze dame de Bazoges (vers 1551 - après 1585), dame de Lorges, mariée le 20 mai 1603 avec Jacques de Durfort (1547-1626), 1er marquis de Duras (février 1609), baron de Blanquefort, 1er comte de Rauzan (25 octobre 1625), capitaine de 50 hommes des ordonnances du roi, conseiller d'État sous Henri IV, dont :
6. Guy Aldonce Ier de Durfort (1605-1665), fils des précédent, 2e marquis de Duras, 2e comte de Rauzan, seigneur de Lorges, maréchal de camp, capitaine des gardes du corps du Roi, marié le 27 juin 1619 avec Elisabeth de La Tour d'Auvergne (1606-1685), dont :
  1. son fils aîné, le maréchal Jacques Henri de Durfort (1625-1704), premier duc de Duras en 1668/1689

## Comtes de Lorges
1. Guy Aldonce II de Durfort (1630-1702), troisième fils du précédent et frère puîné du Ier duc de Duras, comte de Lorges, baron de Quintin (par acquêt, le 27 septembre 1681), 1er duc de Quintin (31 mars 1691, dit duc de Lorge), maréchal de France, capitaine des gardes du corps du Roi, chevalier du Saint-Esprit, marié le 19 mars 1676 avec Geneviève de Frémont d'Auneuil (1658-1717), dont :
2. Guy Nicolas de Durfort (20 février 1683 - Chaillot, 3 mars 1758), fils du précédent, 2e duc de Quintin (1702), comte de Lorges (1702) ;

## Ducs de Lorges

### 1recréation
1. Guy Nicolas de Durfort (20 février 1683 - Chaillot, 3 mars 1758), 2e duc de Quintin (1702), comte puis 1er duc de Lorges (« transmutation » en 1706), capitaine des gardes du corps du roi, marié le 14 décembre 1702 avec Geneviève Chamillart (1685-1714), dont :
  1. Son fils aîné renonce à la succession[8] : Guy-Michel de Durfort de Lorges (1704-1773), comte de Randan (1740), maréchal de France, chevalier du Saint-Esprit ;
2. Guy Louis de Durfort (18 février 1714 - Paris 10 décembre 1775), fils cadet du précédent, 2e duc de Lorges, lieutenant-général des armées du roi (10 mai 1748), marié, le 26 février 1737 à Avessac, avec Marie Butault de Marsan (1718-1788), dont :
  1. Guyonne Marguerite Philippine de Durfort-Lorge (26 décembre 1739 - 26 février 1806), dame surnuméraire (1757-1767) de la dauphine Marie-Josèphe de Saxe, dame de compagnie (1770-1774) de la dauphine Marie Antoinette, dame du palais (1774-1789) de la reine Marie-Antoinette d'Autriche, mariée le 30 janvier 1754 avec Renaud César de Choiseul (1735-1791), duc de Praslin, dont postérité ;
  2. Guy Augustin (30 août 1740 - 20 février 1754) ;
  3. Adélaïde Philippine (16 septembre 1744 - Château de Fontpertuis (Lailly-en-Val, Loiret), 13 décembre 1819), dame de compagnie de la Dauphine (1762), puis dame d'honneur (1774-1789) de la comtesse d’Artois (Marie-Thérèse de Savoie), mariée, le 22 mai 1762 au château de Fontpertuis, avec Jean-Laurent de Durfort-Civrac (1746-1826), 1er duc de Lorges ;
  4. Guy Michel (10 janvier 1751 - 24 juillet 1753).

### 2ecréation
1. Jean-Laurent de Durfort-Civrac (Lamothe-Montravel, 7 juillet 1746 - Rambouillet, 4 octobre 1826), 1er duc de Lorges (1776-1826), menin du dauphin, lieutenant-général, pair de France (Chambre des pairs) (1814), chevalier du Saint-Esprit, chevalier de Saint-Louis, marié, le 22 mai 1762 en l'église Saint Vigor de Marly-le-Roi (Yvelines)[10], avec Adélaïde Philippine de Durfort (1744-1819), dont :
2. Guy Émeric Anne de Durfort-Civrac (Paris, 25 juin 1767 - Fontpertuis (Lailly-en-Val), 6 octobre 1837), fils du précédent, duc de Civrac (1815-1867)[n 2], 2e duc de Lorges (1826-1867), capitaine au régiment de Royal-Piémont Cavalerie (1788), marié, le 17 février 1801 à Klagenfurt (Carinthie), avec Anne de Jaucourt (1775-1853), dont :
3. Emeric Laurent Paul Guy de Durfort-Civrac (3 mai 1802 - 15 septembre 1879), fils du précédent, 3e duc de Lorges (1837-1879), chevalier de l'ordre équestre du Saint-Sépulcre (20 juillet 1859), marié le 15 janvier 1823 avec Émilie Léonie (1802-1844), fille cadette de Charles Louis Yves  du Bouchet de Sourches (1768-1815), marquis de Tourzel, 6e marquis de Sourches (1786), grand prévôt de France ;
  1. Louis Anne Paul de Durfort-Civrac (28 octobre 1828 - 21 juin 1872), marié, le 9 février 1858, avec Adélaïde de Nicolaÿ (1839-1882), dont :
    1. Marie Louis Aymard Guy de Durfort-Civrac (1861-1912), qui suit ;
    2. Marie Louis Augustin Augustin de Durfort-Civrac (1838-1911), conseiller général de la Loire-Inférieure (canton de Riaillé de 1884 à 1892), marié le 30 mai 1864 avec Anne Eugénie de Montmorency-Luxembourg (1840-1922), dont : 
      1. Marie Louis Pierre de Durfort-Civrac (1872-1943), saint-Cyrien (promotion Jeanne d'Arc : 1893-1895), capitaine de cavalerie (en retraite), chevalier de la Légion d'honneur (janvier 1917), marié, le 26 juin 1901 à Paris, avec Marguerite de Montault (1881-1963) dont :
        1. Armand Marie Joseph Odet de Durfort-Civrac (1902-1996), 7e duc de Lorges ;
4. Marie Louis Aymard Guy de Durfort-Civrac (Montfort-le-Rotrou, 9 septembre 1861 - Londres, 26 juillet 1912), petit-fils du précédent, 4e duc de Lorges (1879-1912), marié, le 30 août 1888 à Paris, avec Anne Marie Henriette (1865-1934), fille de Henri Charles Anne Marie Timoléon de Cossé-Brissac (1822-1887), 11e prince de Robech ;
5. Guy de Durfort-Civrac (1890-1915), fils du précédent, 5e duc de Lorges (1912-1915) ;
6. Paul Louis Robert Marie de Durfort-Civrac  (Paris VIIe, 15 juillet 1891 - Sablé-sur-Sarthe, 22 mars 1972), frère du précédent, 6e duc de Lorges (1915-1972), marié à Hélène Burrus (1912-2010) puis divorcé, sans postérité ;
7. Armand Marie Joseph Odet de Durfort-Civrac (Paris VIIe, 24 avril 1902 - 18 juin 1996), cousin du précédent, 7e duc de Lorges (1972-1996), saint-Cyrien (promotion du Chevalier Bayard : 1923-1925), capitaine de cavalerie, maire de Saint-Hilaire-de-Chaléons (1935-1945), marié, le 8 juin 1926 à Juigné-sur-Sarthe avec Colette Marie Alix Eugénie Le Clerc de Juigné (Paris, 11 octobre 1902 - Château de Juigné-sur-Sarthe, 20 février 1989), chevalier de la Légion d'honneur, fille de Jacques Le Clerc de Juigné (1874-1951), marquis de Juigné et Madeleine Schneider (1880-1967)
8. Jacques Henri de Durfort-Civrac (Paris, 6 octobre 1928 - 21 mai 2014), fils du précédent, 8e duc de Lorges (1996-2014), maire de Juigné-sur-Sarthe (1965-1983 et 1990-2001), marié, en 1959 à Juigné-sur-Sarthe, avec Cécile du Temple de Rougemont (1936-2000), fille du général Jean-Louis du Temple de Rougemont, dont postérité.
9. Guy de Durfort-Civrac (né le 24 octobre 1960 à Paris), fils du précédent, 9e duc de Lorges (depuis 2014). Conseiller municipal de Juigné-sur-Sarthe. Il a épousé en 1992 Carole d'Halluin (1962). Ils ont eu deux enfants : Emmanuel (1994) et Joseph (1997).

## Châteaux

Châteaux des ducs de Lorges
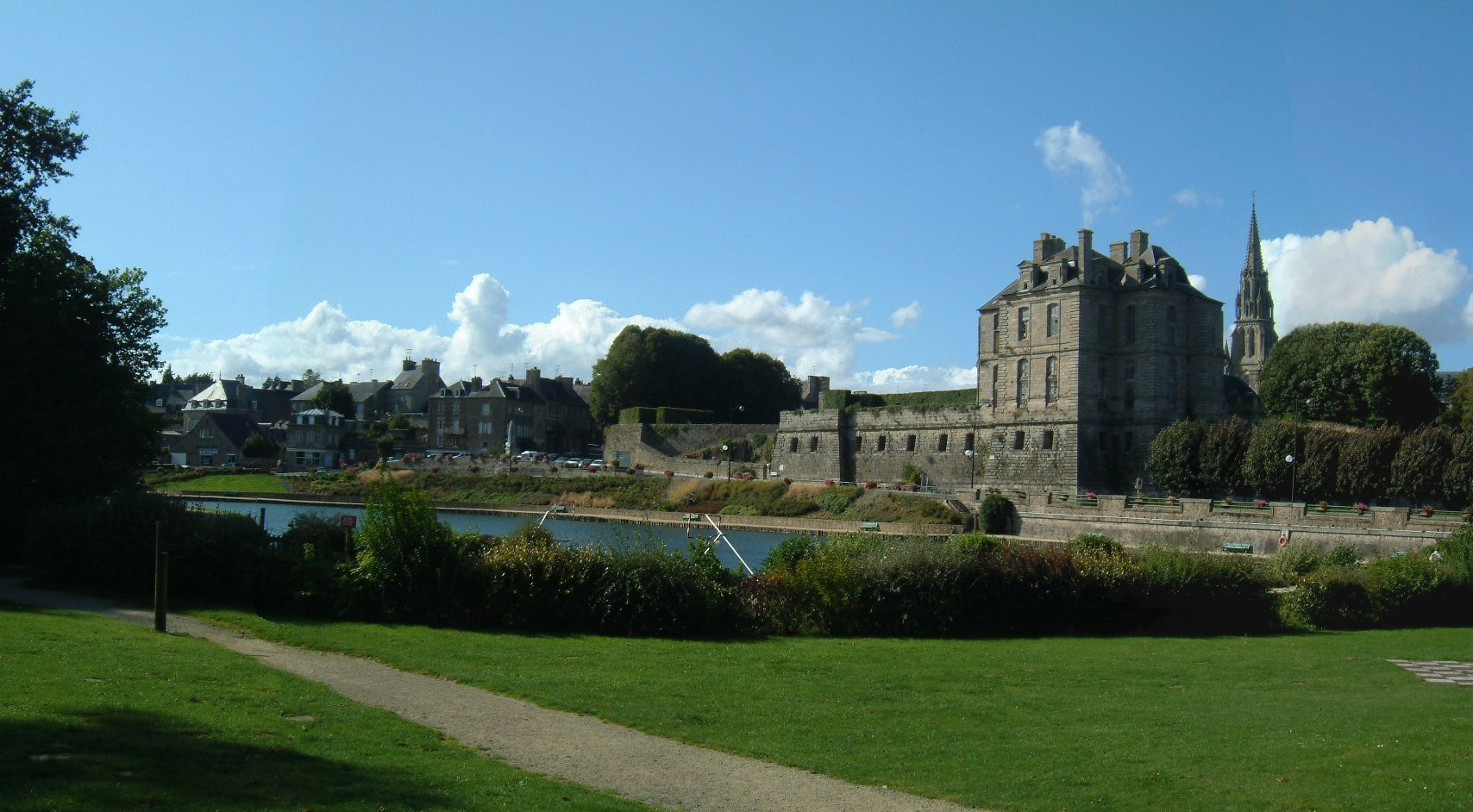
Château de Quintin
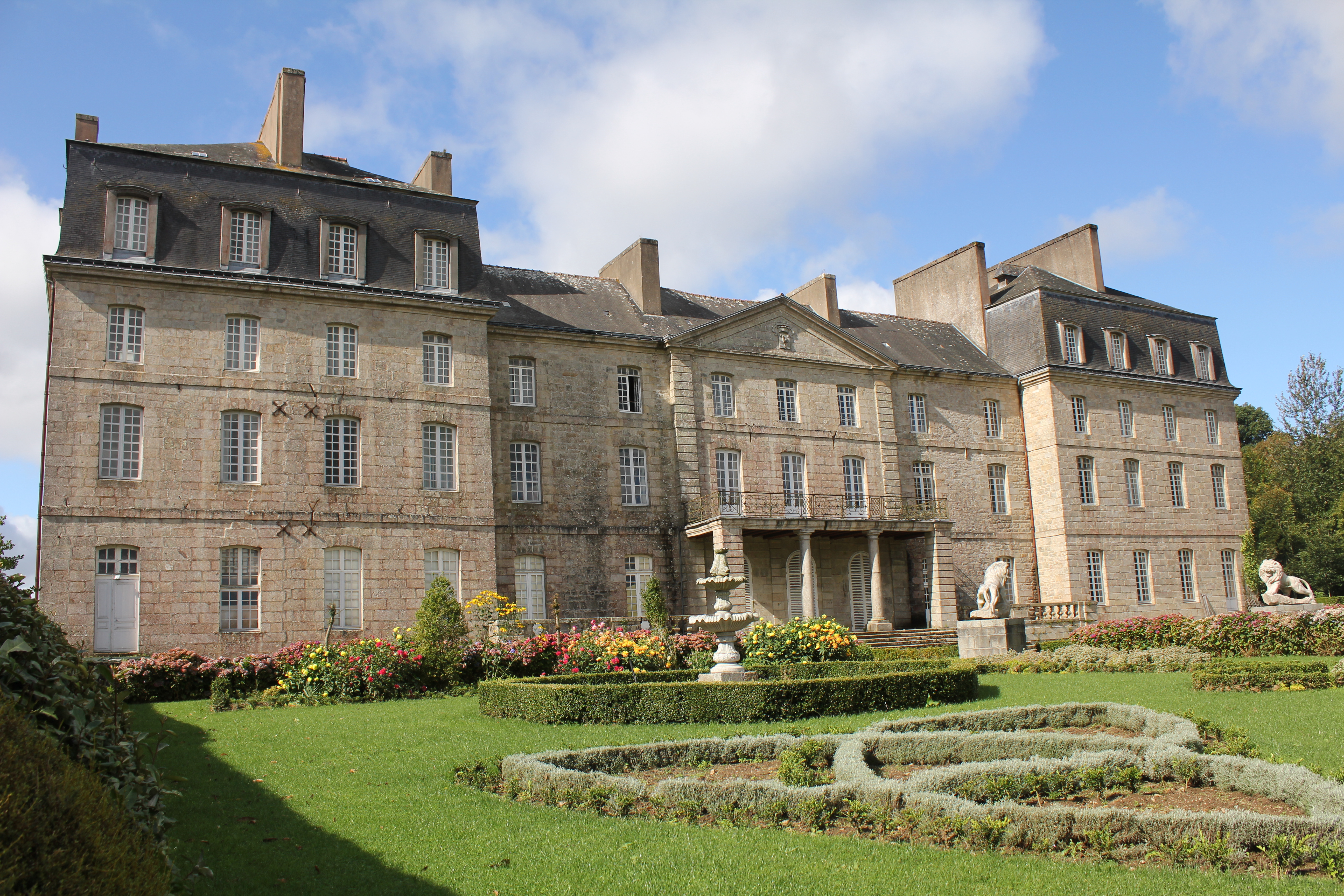
Château de Lorge
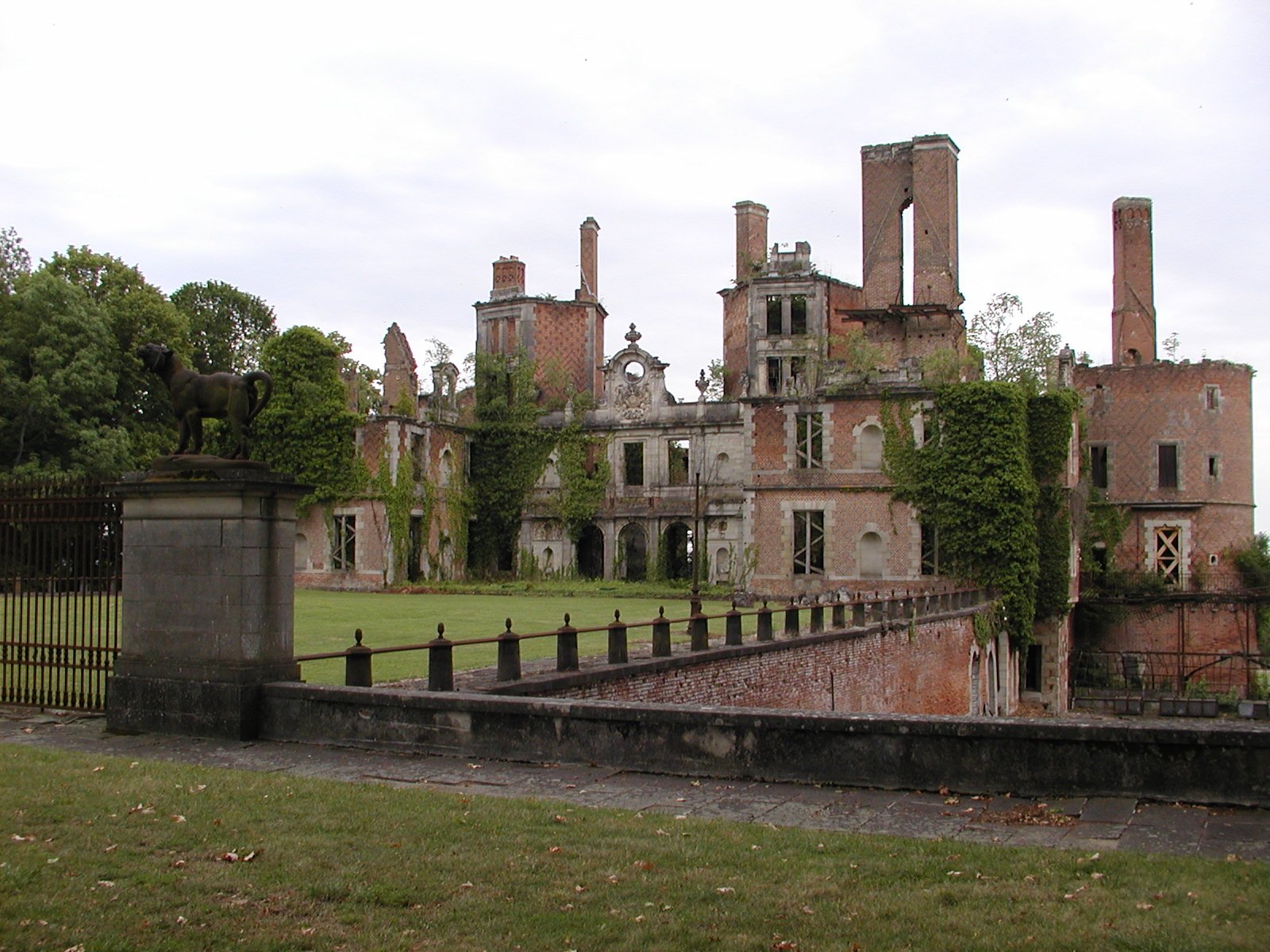
Château de Randan